# Bodenschwende bei Horla im Südharz
Bodenschwende bei Horla im Südharz bezeichnet ein FFH-Gebiet in der Stadt Sangerhausen im Landkreis Mansfeld-Südharz in Sachsen-Anhalt.

## Allgemeines
Das FFH-Gebiet ist circa 605 Hektar groß (beim Bundesamt für Naturschutz sind 608 Hektar angegeben). Es überlagert sich mit den Landschaftsschutzgebieten „Harz“ und „Harz und südliches Harzvorland“. Das FFH-Gebiet ist durch die Landesverordnung zur Unterschutzstellung der Natura 2000-Gebiete im Land Sachsen-Anhalt (N2000-LVO LSA) seit dem 21. Dezember 2018 rechtlich gesichert. Zuständige untere Naturschutzbehörde ist der Landkreis Mansfeld-Südharz.

## Beschreibung
Das FFH-Gebiet liegt nordwestlich von Sangerhausen im Naturpark Harz/Sachsen-Anhalt (Mansfelder Land), kleinflächig auch im Naturpark Harz/Sachsen-Anhalt. Es umfasst großflächig Waldgesellschaften auf einer Hochfläche des Unterharzes. Der größte Teil des FFH-Gebietes wird von Waldmeister-Buchenwald eingenommen. Auf verhagerten Standorten treten Übergänge zum Hainsimsen-Buchenwald auf. Auf staufeuchten Standorten ist kleinflächig Eichen-Hainbuchenwald ausgebildet. Entlang von Bachläufen sind Erlen-Eschenwälder ausgeprägt.
Die Buchenwälder werden von der Rotbuche dominiert. Weiterhin stocken im FFH-Gebiet unter anderem Traubeneiche, Gemeine Esche, Bergahorn, Vogelkirsche und Hainbuche. In der Krautschicht siedeln Buschwindröschen, Gelbes Windröschen, Zwiebelzahnwurz, Gefleckter Aronstab und Frühlingsplatterbse sowie Waldgerste und Einblütiges Perlgras. Kleinflächig sind Grünlandgesellschaften in die Wälder eingebettet.
Die Wälder sind Lebensraum für verschiedene Fledermausarten, darunter Großes Mausohr, Mopsfledermaus, Bechsteinfledermaus, Fransenfledermaus, Rauhautfledermaus, Wasserfledermaus, Zwergfledermaus, Kleine und Große Bartfledermaus sowie Kleiner und Großer Abendsegler. Weiterhin sind sie Lebensraum der Haselmaus sowie Teillebensraum für Wildkatze und Luchs. Das FFH-Gebiet ist weiterhin Lebensraum verschiedener Vogelarten, darunter Hohltaube, Rotmilan und Schwarzstorch sowie der Spechtarten Schwarzspecht, Grünspecht, Grauspecht, Mittelspecht und Kleinspecht. Weiterhin sind Wendehals und Waldschnepfe im FFH-Gebiet heimisch.